# Chi3 Fornacis
Chi3 Fornacis är en vit stjärna i huvudserien i Ugnens stjärnbild. Den går även under beteckningen HD 21635.
Stjärnan har visuell magnitud +6,53 och befinner sig därför strax under gränsen för vad som går att se vid god seeing.